# Lacy Lennon
Lacy Lennon (23 gennaio 1997) è un'attrice pornografica statunitense.

## Biografia
Si è trasferita nel Nevada per studiare canto lirico e per intraprendere una carriera imprenditoriale. Successivamente, ha lavorato come camgirl, spogliarellista e come escort nel bordello World Famous Moonlite Bunny Ranch. Ha iniziato la sua carriera nell'industria pornografica nel 2018, a 22 anni, firmando un contratto con Motley Models per girare le sue prime scene; in seguito è passata all'agenzia di Spiegler. È stata selezionata da Penthouse come Pet of the Year 2020, dopo esser stata già la Pet of the Month di novembre 2019.
Come attrice ha girato oltre 300 scene, lavorando con le più grandi case di produzione quali Girlfriend Films, New Sensation, Hustler, Pure Taboo, Zero Tolerance, Blacked, Brazzers, Naughty America e altre.
Nella sua carriera ha ricevuto due candidature come migliore attrice esordiente agli AVN Awards e XBIZ Awards 2020 e due candidature come miglior attrice agli AVN 2020 e 2021. Nel 2022 ha vinto l'AVN Award come Best Actress - Feauturette nel ruolo di Natasha Romanov nel film Black Widow XXX: An Axel Braun Parody.

## Riconoscimenti
- AVN Awards
  - 2022 – Best Actress - Featurette per Black Widow XXX: An Axel Braun Parody[11]
- XBIZ Award
  - 2022 – Best Scene - Feature Movie per Black Widow XXX: An Axel Braun Parody con Elena Koshka, Seth Gamble e Ramon Nomar[12]